# Доктор чужестранец
Доктор чужестранец (кор. 닥터 이방인, Dakteo Yibangin) — южнокорейская медицинская дорама 2014 года, транслировавшийся на телеканале SBS по понедельникам и вторникам в 21:55 по корейскому времени с 5 мая по 8 июля 2014. Главные роли в сериале сыграли Ли Джон Сок, Джин Сеён, Пак Хэджин и Кан Сора.
В Китае права на онлайн-трансляцию сериала были куплены Youku и Tudou за 80 000 долларов за эпизод; общее количество просмотров в Китае достигло 400 миллионов. Благодаря такому успеху создатели запланировали создание полнометражного фильма, смонтированного из сериала, но с альтернативной концовкой, эксклюзивно для показов в кинотеатрах Китая.
С 29 ноября показ сериала начался в Японии на кабельном канале KNTV.

## Сюжет
Пак Хун и его отец Пак Чхоль из-за обмана по отношению к ним вынуждены были уехать в Северную Корею. Там мальчик под руководством отца, известного врача, становится гениальным торакальным хирургом. Во время учёбы в школе Пак Хун влюбляется в Сон Джэхи. После смерти отца Пак Хун хочет вернуться в Южную Корею вместе с Джэхи, но в результате теряет контакт с ней и приезжая  туда один. Пак Хун устраивается работать в госпиталь, где встречает доктора Хан Сынхи, как две капли воды похожую на его потерянную любовь. Та заявляет, не знает  Джэхи, однако, на самом деле она участвует в сговоре.

## В ролях
- Ли Джон Сок — Пак Хун, гениальный доктор, прилетевший в детстве с отцом в Северную Корею.
  - Ку Сынхён[англ.] — Пах Хун в юности
- Чин Се Ён — Сон Джэхи / Хан Сынхи[11]
  - Со Джихи — Сон Джэхи в юности
- Пак Хэджин — Хан Джэджун Han Jae-joon / Ли Сонхун, врач, соперник Пак Хуна, выпускник Гарварда
  - Ким Джихун[англ.] — Ли Сонхун в юности
- Кан Сора — О Сухён, дочь директора госпиталя
  - Син Суён — О Сухён в юности
- Ким Санджун[англ.] — Пак Чхоль
- Юн Бора — Ли Чанъи

## Рейтинги
| № эпизода | Дата выхода  | % зрителей   | % зрителей                              | % зрителей  | % зрителей                              |
| № эпизода | Дата выхода  | TNmS Ratings | TNmS Ratings                            | AGB Nielsen | AGB Nielsen                             |
| № эпизода | Дата выхода  | Корея        | Сеульский национальный столичный регион | Корея       | Сеульский национальный столичный регион |
| --------- | ------------ | ------------ | --------------------------------------- | ----------- | --------------------------------------- |
| 1         | 5 мая 2014   | 9.4 %        | 11.6 %                                  | 8.6 %       | 9.5 %                                   |
| 2         | 6 мая 2014   | 11.3 %       | 13.7 %                                  | 9.4 %       | 9.9 %                                   |
| 3         | 12 мая 2014  | 11.6 %       | 13.6 %                                  | 12.1 %      | 13.3 %                                  |
| 4         | 13 мая 2014  | 13.1 %       | 16.2 %                                  | 12.7 %      | 13.3 %                                  |
| 5         | 19 мая 2014  | 14.2 %       | 18.1 %                                  | 14.0 %      | 15.6 %                                  |
| 6         | 20 мая 2014  | 12.1 %       | 15.9 %                                  | 12.7 %      | 14.3 %                                  |
| 7         | 26 мая 2014  | 12.8 %       | 15.8 %                                  | 13.1 %      | 14.8 %                                  |
| 8         | 27 мая 2014  | 12.3 %       | 15.1 %                                  | 12.5 %      | 14.1 %                                  |
| 9         | 2 июня 2014  | 13.0 %       | 16.1 %                                  | 13.2 %      | 14.7 %                                  |
| 10        | 3 июня 2014  | 12.0 %       | 14.8 %                                  | 11.7 %      | 12.9 %                                  |
| 11        | 9 июня 2014  | 10.7 %       | 13.5 %                                  | 11.0 %      | 12.4 %                                  |
| 12        | 10 июня 2014 | 11.1 %       | 14.1 %                                  | 11.5 %      | 12.7 %                                  |
| 13        | 16 июня 2014 | 11.4 %       | 13.6 %                                  | 11.6 %      | 13.1 %                                  |
| 14        | 17 июня 2014 | 11.5 %       | 13.6 %                                  | 10.8 %      | 12.3 %                                  |
| 15        | 23 июня 2014 | 12.4 %       | 15.2 %                                  | 11.9 %      | 13.6 %                                  |
| 16        | 24 июня 2014 | 10.8 %       | 12.4 %                                  | 11.8 %      | 13.4 %                                  |
| 17        | 30 июня 2014 | 10.9 %       | 12.7 %                                  | 11.6 %      | 13.3 %                                  |
| 18        | 1 июля 2014  | 11.5 %       | 12.8 %                                  | 10.1 %      | 11.2 %                                  |
| 19        | 7 июля 2014  | 11.2 %       | 13.7 %                                  | 10.9 %      | 12.3 %                                  |
| 20        | 8 июля 2014  | 12.2 %       | 14.2 %                                  | 12.7 %      | 14.6 %                                  |
| Среднее   | Среднее      | 11.8 %       | 14.3 %                                  | 11.7 %      | 13.1 %                                  |